# 조현민 (기업인)
에밀리 리 조(영어: Emily Lee Cho,, 한국명: 조현민(趙顯旼), 1983년 8월 31일 ~ )는 대한민국에서 활동하는 미국 국적의 기업인이다. 2014년 1월부터 대한항공 전무, 2016년 7월부터 진에어의 마케팅본부 본부장 및 부사장이다. 한진관광 대표이사였지만 사퇴했으며, 2017년 4월부터 칼호텔네트워크 대표이사이다.

## 가족 관계
- 증조부: 조명희
- 증조모: 태천즙
  - 조부: 조중훈(1920년 3월 30일 - 2002년 11월 17일)
  - 조모: 김정일(1923년 9월 8일 - 2016년 12월 15일)
    - 아버지: 조양호(1949년 3월 8일 - 2019년 4월 8일)
    - 어머니: 이명희(1950년 2월 5일 - )
      - 언니: 조현아(1974년 10월 5일 - )
      - 오빠: 조원태(1976년 1월 25일 - )

    - 숙부: 조남호(1951년 2월 12일 - )
    - 숙부: 조수호(1954년 6월 21일 - 2006년 11월 26일)
    - 숙부: 조정호(1958년 10월 5일 - )

## 학력
- 서던 캘리포니아 대학교 커뮤니케이션학과 학사
- 서울대학교 경영대학원 글로벌경영학 석사

## 수상
- 2011년 올해의 홍보인
- 2011년 대한민국 e스포츠대상 공로상
- 2012년 캐나다 관광청 감사패

## 논란

### 진에어 불법 등기 임원 논란
조현민 진에어 마케팅본부 본부장 (부사장)이 2010년부터 2016년까지 6년간 불법으로 진에어 등기임원에 올랐던 것으로 확인되어 논란이 일었다. 2018년 '물벼락 갑질 논란'으로 사퇴 압력이 거세지는 가운데 조현민 부사장이 오랫동안 불법적인 경영지위를 누린 사실이 추가로 드러나면서 또 다른 논란이 되고 있다. 연합뉴스가 금융감독원 전자공시시스템 등을 통해 확인한 진에어 관련 공시를 종합하면 '조 에밀리 리'(CHO EMILY LEE)라는 인물이 2010년 3월부터 2016년 3월까지 진에어 사내이사로 등재됐다. 외국인이 국적항공사 등기임원으로 오른 것은 명백한 불법이다. 항공사업법 제9조는 '국내·국제항공운송사업 면허의 결격사유' 중 하나로 임원 중에 '대한민국 국민이 아닌 사람'이 있는 경우를 꼽고 있다. 진에어 관계자에 따르면 조현민 부사장은 당시 논란의 소지가 많다는 이유로, 2016년에 등기 임원을 사임한 것으로 안다고 밝혔다.

### 재산 편법 증식 논란
2015년 11월 조현아 전 대한항공 부사장, 조원태 대한항공 부사장, 조현민 대한항공 전무 등 조양호 회장의 세 자녀가 보유하던 싸이버스카이 지분을 대한항공에 모두 팔았다. 싸이버스카이는 대한항공 기내면세점 운영을 주력으로 하는 회사인데 오너 3세의 편법 재산 증식과 일감 몰아주기 논란을 빚어왔던 회사이다. 대한항공은 5일 조양호 회장의 3자녀가 보유한 싸이버스카이 주식 9만9900주 전량을 63억 원에 취득한다고 밝혔다. 한진그룹 오너 삼남매가 이 회사의 지분을 각각 33.3%씩 지분을 보유하고 있었다. 오너 일가의 개인회사인 셈이다. 싸이버스카이는 2014년에 매출 49억300만 원을 거뒀는데 그 중 대한항공과의 내부거래 비중이 81.5%에 이르렀었다.

### 물벼락 갑질 사건
조현민은 광고대행사와의 회의에서 대행사 직원에게 유리잔의 물을 뿌린 사건이 발생하였다. 조현민은 "물컵을 던지지 않고 밀치기만 한 것이다"고 주장하고 있지만, 경찰은 당시 회의 참석자들로부터 매실 음료수가 들어 있는 종이컵을 얼굴에 던졌다는 진술을 확보한 것으로 알려졌다. 회의에 참석한 광고대행업체 직원 8명 가운데 2명이 이 음료수에 맞아 얼굴과 안경에 묻은 음료수를 닦은 것으로 전해졌다. 이 같은 진술이 사실로 확인될 경우 조 전무에게는 폭행 혐의가 적용될 수 있고, 컵으로 상대방을 맞혔거나 겨냥했다면 특수폭행 혐의가 추가된다. 경찰은 미국 국적자인 조현민 전무에 대해 출국정지를 신청하고 피의자로 입건해 정식 수사로 전환했다고 밝혔다.
물벼락 갑질 논란을 빚은 조현민 전 대한항공 전무가 5월1일 경찰에 출석해 조사를 받았다. 최근 대한항공 본사에서 회의 중 자신의 질문에 제대로 대답하지 못한다는 이유로 광고업체 팀장에게 유리컵을 던지고 음료를 뿌린 특수폭행 혐의다. 조 전 전무는 일본 등 해외 언론까지 포함된 취재진을 향해 “죄송하다”는 말만 반복했다. 이 사건 이후 잇따라 공개된 음성파일, 동영상 등을 보면 조현민만이 아니라 그의 어머니이자 조양호 한진그룹 회장의 부인인 이명희 일우재단 이사장도 상습적으로 이런 행패를 부렸던 것으로 보인다. 경찰은 이 이사장도 내사 중이라고 한다.